# Dermatophyllum secundiflorum
Dermatophyllum secundiflorum (Ortega) Gandhi & Reveal, 2011 è una pianta della famiglia delle Fabacee, originaria degli Stati Uniti (Nuovo Messico e Texas) e del Messico.

## Descrizione
Si presenta come arbusto o albero sempreverde, alto da 1 a 15 m, con il tronco breve e sottile.
Le foglie sono pennate, coriacee e glabre, lunghe da 6 a 15 cm.
A fine inverno a inizio primavera produce fiori profumati di colore blu-violetto.

## Coltivazione
Pianta mellifera, molto decorativa, velenosa in tutte le sue parti.
Posizione, pieno sole.
Cresce molto lentamente.